# Pere Verdaguer
Pour les articles homonymes, voir Verdaguer.
Pere Verdaguer i Juanola, né à Banyoles (Catalogne, Espagne) le 9 avril 1929 et mort à Cabestany (Pyrénées-Orientales) le 1er février 2017,, est un des auteurs français d'expression catalane les plus prolifiques  des Pyrénées-Orientales, en raison de ses travaux sur la dialectologie et la littérature roussillonnaise. 

## Biographie
Pere Verdaguer arrive dans les Pyrénées-Orientales en 1939. Il fait ses études à Perpignan puis à Montpellier. Il enseigne en lycée avant d'entrer à l'Université de Perpignan, où il enseigne la langue et la littérature catalanes jusqu'à la retraite en 1994.

Il fonde le Grup Rossellonès d’Estudis Catalans en 1960, puis l'Universitat Catalana d’Estiu à Prades en 1969. 
Il a écrit des romans de science-fiction, des contes, du théâtre. Il a traduit le roman de Mercè Rodoreda La plaça del diamant (La place du diamant) en 1971.

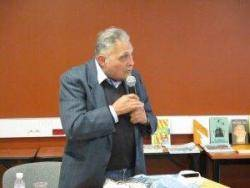

## Distinctions
Pere Verdaguer a reçu la Creu de Sant Jordi de la Generalitat de Catalogne (1983) et le prix Carles Rahola en 1992.

## Œuvres

### Linguistique
- Cours de langue catalane (1974)
- Defensa del Rosselló català (1974)
- El català al Rosselló: occitanismes, gal·licismes, rossellonismes (1974)
- Le catalan et le français comparés (1976)
- Abrégé de grammaire catalane (1976)
- Diccionari de renecs i paraulotes, Éditions Trabucaire (1999)
- Diccionari del rossellonès, Perpignan : Éditions Trabucaire (2002)
- Caram això me mira! (avec Joseph Ribas) (2004)

### Littérature
- Poesia rossellonesa del segle XX (1968)
- Fabulistes rossellonesos (1973)
- Lectures escollides rosselloneses (1979)
- Histoire de la littérature catalane (1981)

### Science-fiction
- El cronomòbil (1966)
- El mirall de protozous (1969)
- La vedellada de Míster Bigmoney (1975)
- Nadina bis (1982)
- L'altra ribera (1983)
- Àxon (1985)
- Arc de Sant Martí (1992)

### Nouvelles
- Les lletres de l'oncle Enric i els missatges de l'extraterrestre (1978)
- Cartes a la Roser (1982)
- La història del pollastre que ponia (1983)
- Quaranta-sis quilos d'aigua (1983)
- La dent de coral (1985)
- La gosseta de Sírius (1986)

### Essais
- Catalunya francesa (1969)
- El Rosselló avui (1969)
- Entre llengua i literatura (1993)
- De la cultura a la política, Éditions Trabucaire (1995)